# Der Fremdling im Ṛgveda
Der Fremdling im Ṛgveda ist eine 1938 erschienene Abhandlung, in welcher der Indologe Paul Thieme unter anderem die Etymologie des so genannten Arier-Namens untersucht, also die Bedeutung der Vokabel ā́rya- in der Rigvedasamhita RgS (1750–1200 v. Chr.), dem wahrscheinlich ältesten in Indien überlieferten altindoarischen Text.
Thieme zufolge hat der vedische Begriff arya- in seinen frühesten Nachweisen die Bedeutung „Fremder“, jedoch „Fremder“ im Sinne von „potentieller Gast“ im Gegensatz zu „barbarisch“ (mleccha, dasa). Dies deutet darauf hin, dass arya ursprünglich als ethnische Selbstbezeichnung der Indo-Iranier fungierte, als Sammelname für Stämme und Clans, die in der Frühzeit Indiens derselben Kulturgemeinschaft angehört haben.

## Die Ableitungskette
Thieme hat in seinem Werk die gesamte Wortsippe, welcher ā́rya- angehört, ausführlich dargestellt. Ihm zufolge ist das Wort eine Ableitung in zweiter Generation von dem Nominalstamm arí-. Die Ableitungskette besteht aus den folgenden Gliedern:

### arí-
Das Stammwort arí- kommt häufig in der RgS vor.
Das Wort kann einen freundlichen wie auch entgegengesetzt einen feindlichen Sinn haben. Thieme schließlich übersetzt arí- mit „Fremder, Fremdling“. „Der Fremde ist bald der hostis, bald der Gast.“
Auch die Entwicklung hin zu ari- = „Feind“ im jüngeren Sanskrit ist nachvollziehbar.

### aryá-
Der Nominalstamm aryá- ist eine Ableitung von arí- mittels des Suffixes -ya-, das Adjektive bildet (mit den verschiedensten Bedeutungen wie z. B. Zugehörigkeit oder Beziehung). Eine ganze Bandbreite von Bedeutungen in der RgS lässt sich auf: „mit dem Fremden in Beziehung stehend“ zurückführen:
1. Thieme übersetzt z. B. das tiráś cid aryám in 8,33,14, indem er einen Aspekt der Zugehörigkeit und Beziehung ansetzt, nämlich den Besitz: „hinweg über das dem Fremdling gehörige.“[6]
2. Göttern kommt manchmal ein Attribut aryá- zu, und Thieme übersetzt dies im erweiterten Sinne mit: „den Fremdling beschützend“, so z. B. das váruṇo devó aryáḥ in 7,64,3 mit: „Varuna, der fremdlingsbeschützende Himmlische.“[7]
3. aryá- in Bezug auf historische Figuren ist im Sinne von „gastfreundlich“ übersetzbar, so z. B. in 8,51,9: aryé rúśame párīravi – „bei dem fremdlingsbeschützenden (gastlichen) Ruśama Parīru.“[8] Von den heiligen Kühen als Milchgeber wird in 10,68,3 gesungen, sie seien sādhvaryā́. Thieme übersetzt: „in guter Weise (schönstens) fremdenfreundlich (gastlich)“.
4. Der Ausdruck aryayā́ in 5,75,7 hat wohl die Bedeutung „im Wunsch nach einem Fremdlingsbeschützer“, Thieme übersetzt aus dem Vers etwas freier mit: „Suche nach einem gastlichen Herrn“.[9]
5. Den Vokativ arya schließlich übersetzt Thieme mit: „Herr!“[10] Dieser Vokativ ist eine hochachtungsvolle Anrede unabhängig davon, ob der Angeredete tatsächlich gastfreundlich ist oder nicht.

Nach Thieme hat sich aus diesem Vokativ das (vornbetonte) árya- entwickelt, dem der Grammatiker Panini (5. Jh. v. Chr.) später den Sinn von Swami (Meister, Herr) bzw. Vaishya (Bauer, Kaufmann, 3. Kaste) zuschreibt. Dieses Lexem kommt dann immer wieder im Zusammenhang mit Shudra (Diener, Bauer, 4. Kaste) vor, und Thieme übersetzt es mit: „Hausherr“. Aber das hat alles nicht viel mit den Āryas in der RgS zu tun.

### ā́rya-
Thieme versteht den Nominalstamm ā́rya- schließlich als sogenannte Vriddhi-Ableitung (Dehnstufe) von aryá-. Thieme übersetzt ā́rya- folglich mit „zu den Gastlichen gehörig, wirtlich“ und stellt fest, dies sei ein „Begriff, den man sich wohl als Grundlage ethnischer Selbstbezeichnung denken kann“. Er erklärt:

„Mit dem Namen ‚die Wirtlichen‘ hätten sich diejenigen benannt, die inmitten ihren nach Sprache und Religion fremder Völker sich mit Stolz ihrer frommen Gesittung und edlen Denkungsart bewußt waren und als charakterisches Merkmal ihrer Menschlichkeit gegenüber der Roheit ihrer Nachbarn ihre Gepflogenheit empfanden, den Schutzlosen Hilfe und Obdach zu gewähren.“

Im Gegensatz zu Thiemes Ableitungskette setzen die traditionellen Grammatiker ein Necessitatis (Partizip Futur Passiv) von der Wurzel √ṛ- (anheimfallen) an, was dann in etwa bedeuten könnte: „Derjenige, der aufgesucht werden muss.“ Die Wechselform -iya- gibt es auch beim Necessitatis, sodass man diesen Anschluss auf diesem Wege nicht ausschließen kann. In 8,51,9 werden in ein und demselben Vers arí-, aryá- und ā́rya- nebeneinander verwendet.
Nach Festlegung einer Bedeutung von arí- ergeben sich die Bedeutungen der Ableitungen geradezu mechanisch. Die Debatte über die Bedeutung von arí- ist sicherlich in Reaktion auf den Fremdling auch gerade im Hinblick auf den 'Arier-Namen' fortgesetzt worden.
Die Untersuchung von Thieme spielt eine wichtige Rolle im zeitgenössischen indischen Geschichtsdiskurs, besonders im Zusammenhang mit der Debatte um die Migration der Āryas.